# Medlovice, Vyškov
Medlovice là một làng thuộc huyện Vyškov, vùng Jihomoravský, Cộng hòa Séc.